# Липкин, Николай Николаевич
Николай Николаевич Липкин (20 мая 1985, Касимов, Рязанская область) — российский спортсмен-гребец, заслуженный мастер спорта. Специализируется в спинтерских дисциплинах на каноэ-одиночке. Воспитанник СДЮСШОР «Олимпиец». Почётный гражданин Касимовского района. Живёт в городе Бронницы, Московская область.

## Спортивные достижения
5-кратный чемпион мира, многократный призёр чемпионатов мира и Европы по гребле на каноэ. Чемпион России.
Обладатель 5 медалей чемпионата мира 2009 в канадском Дартмуте.

### Дисквалификация
В июне 2022 года Спортивный арбитражный суд (CAS) признал Николая Липкина виновным в нарушении антидопинговых правил, за употребление запрещенных препаратов тренболон, метенолон и оксандролон. Его дисквалифицировали на 4 года, начиная с 9 июня 2022-го. Аннулируются результаты спортсмена с 5 июня 2014-го по 31 декабря 2016-го.